# Ібрагім Нджоя
Ібрагім Нджоя (*бл. 1860 — 30 травня 1933) — мфон, потім султан держави Бамум в 1889—1933 роках, реформатор і винахідник.

## Життєпис
Син мфона Нсангу і Нджапунке. Народився близько 1860 року в Фумбані. У 1884 році батько визнав німецький протекторат, але 1889 року загинув у війні проти вождества Нсо. При цьому тіло загиблого потрапило до ворогів, які відрубали йому голову. За традицією голова або череп мфона відігравали для народу бамум церемоніальну роль. Тому Нджоя не міг провести церемонію сходження на трон. З огляду на це урядування на себе взяла його мати.
Німецька колоніальна адміністрація, з якою Нджоя встиг встановити добрі стосунки, погодилися допомогти йому в поверненні голови. Лише після цього він став мфоном. Вправними діями Нджоя домігся отримання відносної автономії. Мфон відмовився від збройної боротьби з колонізаторами, яку пропонував Рудольф Дуала Манга Белл, вождя дуала.
Намагався засвоїти німецькі традиції для розвитку Бамума. В ході одного з експериментів він створив для своїх солдатів форму на пруських гусар. Цей експеримент викликав роздратування німецьких властей, які сприйняли цю форму як пародію на себе.
Нджойя також ознайомився з християнством і, можливо, навіть був хрещений. Намагався створити власну релігію, що поєднувала основи ісламу, християнства і традиційного культу народу бамум. Також засновник писемності бамум. У співпраці з німецькою адміністрацією він створив школи, де викладали бамумську писемність та базові знання німецької мови.
1916 року разом зі своїм почтом офіційно прийняв іслам, узявши ім'я Ібрагім. За цим перетворив Бамум на султанат. При цьому звернувся для цього до халіфа Сокото.
Після того, як внаслідок Першої світової війни західний Камерун в 1918 році відійшов до Франції, він вступив у конфлікт з новими колонізаторами, що скасували автономію Бамуму. Проте Ібрагім залишався в своїй столиці, підкреслюючи збереження свого колишнього статусу.
1923 року французами було заборонено писемність бамум. 1931 року Ібрагіма Нджою було заслано до Яунде. Владу в бамумі перебрали французи. Султан номінально залишався таким до самої смерті 1933 року. Його нащадки дотепер носять титул султана в Камеруні.

## Родина
Мав величезний гарем у 600 дружин, від яких народилося 177 дітей.